# Jadwiga Gawrych
Jadwiga Irena Gawrych (ur. 20 października 1931, zm. 25 marca 2025) – Polka, Sprawiedliwa wśród Narodów Świata; niegdyś perkusistka.

## Życiorys
Jadwiga Gawrych urodziła się w rodzinie Aleksandry z domu Serafin i Jana. Gawrychowie wraz z synem Józefem (zwany Niutkiem, ur. 1938) i córką Jadwigą mieszkali w leśniczówce między Wólką Czarnińską a Ludwinowem (powiat miński), gdzie Jan pełnił funkcję leśniczego i instruktora pszczelarstwa. Starszy brat Jerzy mieszkał w Mińsku Mazowieckim, gdzie uczęszczał do gimnazjum, zaś ona sama uczyła się gry na perkusji.
W czasie okupacji Gawrychowie przyjęli pod swój dach uciekiniera z getta warszawskiego – trzydziestoletniego skrzypka Filharmonii Warszawskiej oraz fryzjera Abrahama (Abrama) Słomkę. Słomka uczył Jadwigę i jej brata gry na skrzypcach. Zarabiał w okolicznych wsiach jako fryzjer i balwierz, do których uczęszczał z walizką z przyborami. Pieniądze przekazywał Aleksandrze. Gawrychowie dostarczali żywność także Żydom z pobliskiego Stanisławowa oraz karmili Żydów ukrywających się w okolicznych lasach. W leśniczówce mieszkali lub znajdowali schronienie również Żydzi Teresa Papier (z d. Zylberberg), Chaskiel Papier, szesnastoletnia Fryda (Frania) Aronson (z d. Szpigner) i Mosze Aronson, a nadto zbiegły z niemieckiej niewoli Piotr, oficer Armii Czerwonej. 18 marca 1943 po donosie sąsiadki Gawrychów Niemcy przeprowadzili najazd na leśniczówkę, którą spalili. Ciężarna Teresa Papier została zabita na miejscu. Piotr, który zaczął strzelać z ukrywanego przez siebie karabinu, został postrzelony. Jana Gawrycha rozstrzelano po kilku dniach. Aleksandrze, Jadwidze i Niutkowi pozwolono uciec. Schronili się u sąsiedniej rodziny Gańków, gdzie dożyli końca wojny. Abraham Słomka, mimo że udało mu się zbiec, po kilkunastu dniach popełnił samobójstwo. Z ukrywających się Żydów jedynie Fryda Szpinger przeżyła wojnę. Skryła się u sióstr zakonnych w Ignacowie, a po 1945 wyjechała do Izraela. Po wojnie Gawrychowie powiedzieli sąsiadce, że wiedzą, że to ona na nich doniosła. Jadwiga mieszkała później w Warszawie. W latach 60. była perkusistką żeńskiego zespołu instrumentalnego Klipsy, który akompaniował Mieczysławowi Foggowi.
W 2001 Jadwiga Gawrych została odznaczona medalem Sprawiedliwych wśród Narodów Świata. Jej rodzice zostali wyróżnieni dwa lata wcześniej. W 2008 otrzymała Krzyż Komandorski Orderu Odrodzenia Polski, a w 2019 Medal „Pro Patria”. Od 2008 do 2016 była członkinią komisji rewizyjnej Polskiego Towarzystwa Sprawiedliwych wśród Narodów Świata. W późniejszych latach także działała na rzecz Sprawiedliwych.